# Olympische Sommerspiele 1936/Gewichtheben
Bei den XI. Olympischen Sommerspielen 1936 in Berlin fanden fünf Wettbewerbe im Gewichtheben statt. Austragungsort war die Deutschlandhalle im Bezirk Charlottenburg.

## Bilanz

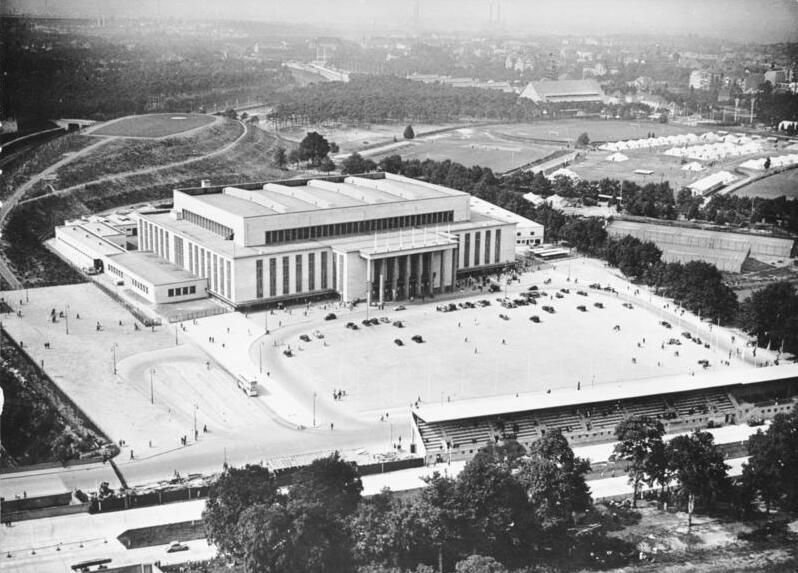
Deutschlandhalle

### Medaillenspiegel
| Platz  | Land               | Gold | Silber | Bronze | Gesamt |
| ------ | ------------------ | ---- | ------ | ------ | ------ |
| 1      | Ägypten            | 2    | 1      | 2      | 5      |
| 2      | Deutsches Reich    | 1    | 2      | 2      | 5      |
| 3      | Frankreich         | 1    | –      | –      | 1      |
| 3      | Österreich         | 1    | –      | –      | 1      |
| 3      | Vereinigte Staaten | 1    | –      | –      | 1      |
| 6      | Tschechoslowakei   | –    | 1      | –      | 1      |
| 7      | Estland            | –    | –      | 1      | 1      |
| Gesamt | Gesamt             | 6*   | 4*     | 5      | 15     |

* Im Leichtgewicht wurden zwei Goldmedaillen, jedoch keine Silbermedaille vergeben.

### Medaillengewinner
| Disziplin         | Gold                                 | Silber                | Bronze               |
| ----------------- | ------------------------------------ | --------------------- | -------------------- |
| Federgewicht      | Anthony Terlazzo (USA)               | Saleh Soliman (EGY)   | Ibrahim Shams (EGY)  |
| Leichtgewicht     | Robert Fein (AUT) Anwar Misbah (EGY) | –                     | Karl Jansen (GER)    |
| Mittelgewicht     | Khadr Sayed El Touni (EGY)           | Rudolf Ismayr (GER)   | Adolf Wagner (GER)   |
| Halbschwergewicht | Louis Hostin (FRA)                   | Eugen Deutsch (GER)   | Ibrahim Wasif (EGY)  |
| Schwergewicht     | Josef Manger (GER)                   | Václav Pšenička (TCH) | Arnold Luhaäär (EST) |

## Ergebnisse

### Federgewicht (bis 60 kg)
| Platz | Land | Athlet           | Gewicht (kg) |
| ----- | ---- | ---------------- | ------------ |
| 1     | USA  | Anthony Terlazzo | 312,5 (WR)   |
| 2     | EGY  | Saleh Soliman    | 305,0        |
| 3     | EGY  | Ibrahim Shams    | 300,0        |
| 4     | AUT  | Anton Richter    | 297,5        |
| 5     | GER  | Georg Liebsch    | 290,0        |
| 6     | ITA  | Attilio Bescapè  | 287,5        |
| 7     | USA  | John Terry       | 287,5        |
| 8     | GER  | Max Walter       | 280,0        |
| 9     | ITA  | Umberto Brizzi   | 277,5        |
| 10    | FRA  | Marcel Baril     | 275,0        |

Datum: 2. August 1936 

21 Teilnehmer aus 13 Ländern

### Leichtgewicht (bis 67,5 kg)
| Platz | Land | Athlet          | Gewicht (kg) |
| ----- | ---- | --------------- | ------------ |
| 1     | AUT  | Robert Fein     | 342,5 (WR)   |
| 1     | EGY  | Anwar Misbah    | 342,5 (WR)   |
| 3     | GER  | Karl Jansen     | 327,5        |
| 4     | GER  | Karl Schwitalle | 322,5        |
| 5     | USA  | John Terpak     | 322,5        |
| 6     | EGY  | Sayed Masoud    | 322,5        |
| 7     | FRA  | René Duverger   | 317,5        |
| 8     | USA  | Bob Mitchell    | 312,5        |
| 9     | AUT  | Rudolf Troppert | 302,5        |
| 10    | ITA  | Gastone Pierini | 300,0        |

Datum: 2. August 1936 

16 Teilnehmer aus 12 Ländern

### Mittelgewicht (bis 75 kg)
| Platz | Land | Athlet               | Gewicht (kg) |
| ----- | ---- | -------------------- | ------------ |
| 1     | EGY  | Khadr Sayed El Touni | 387,5 (WR)   |
| 2     | GER  | Rudolf Ismayr        | 352,5        |
| 3     | GER  | Adolf Wagner         | 352,5        |
| 4     | AUT  | Anton Hangel         | 342,5        |
| 5     | USA  | Stanley Kratkowski   | 337,5        |
| 6     | AUT  | Hans Valla           | 335,0        |
| 7     | ITA  | Carlo Galimberti     | 332,5        |
| 8     | FRA  | Pierre Alleene       | 330,0        |
| 9     | SWE  | Stefan Lindeberg     | 327,5        |
| 10    | TCH  | Josef Hantych        | 327,5        |

Datum: 5. August 1936 

16 Teilnehmer aus 12 Ländern

### Halbschwergewicht (bis 82,5 kg)
| Platz | Land | Athlet              | Gewicht (kg) |
| ----- | ---- | ------------------- | ------------ |
| 1     | FRA  | Louis Hostin        | 372,5 (OR)   |
| 2     | GER  | Eugen Deutsch       | 365,0        |
| 3     | EGY  | Ibrahim Wasif       | 360,0        |
| 4     | GER  | Helmut Opschruf     | 355,0        |
| 5     | LUX  | Nic Scheitler       | 350,0        |
| 6     | AUT  | Fritz Haller        | 350,0        |
| 7     | USA  | Bill Good           | 342,5        |
| 8     | EGY  | Mohamed Geisa       | 347,5        |
| 9     | USA  | John Miller         | 347,5        |
| 10    | AUT  | Johann von Szabados | 342,5        |

Datum: 3. August 1936 

14 Teilnehmer aus 9 Ländern

### Schwergewicht (über 82,5 kg)
| Platz | Land | Athlet           | Gewicht (kg) |
| ----- | ---- | ---------------- | ------------ |
| 1     | GER  | Josef Manger     | 410,0 (WR)   |
| 2     | TCH  | Václav Pšenička  | 402,5        |
| 3     | EST  | Arnold Luhaäär   | 400,0        |
| 4     | GBR  | Ronald Walker    | 397,5        |
| 5     | EGY  | Hussein Moukhtar | 395,0        |
| 6     | AUT  | Josef Zemann     | 387,5        |
| 7     | GER  | Paul Wahl        | 375,0        |
| 8     | AUT  | Rudolf Schilberg | 372,5        |
| 9     | USA  | John Grimek      | 357,5        |
| 10    | FRA  | Marcel Dumoulin  | 355,0        |

Datum: 5. August 1936 

13 Teilnehmer aus 9 Ländern